# Ihva Női Egyetem állomás
Ihva (Ewha) Női Egyetem állomás a szöuli metró 2-es vonalának állomása Mapho-ku (Mapo-gu) kerületben. A közelben egyetemek találhatóak, az Ihva (Ewha) Női Egyetem, a Szogang (Sogang) Egyetem és a Jonsze (Yonsei) Egyetem.

## Viszonylatok
| 2-es vonal                                      | 2-es vonal | 2-es vonal                                                      |
| ----------------------------------------------- | ---------- | --------------------------------------------------------------- |
| Sincshon (Sinchon) (külső oldal) Városháza felé | fő vonal   | Ahjon (Ahyeon) (belső oldal) Cshungdzsongno (Chungjeongno) felé |